# Alonso Sánchez de Moscoso
Alonso Sánchez de Moscoso (m. Noya, 1367), conocido también como Alfonso Sánchez de Moscoso, fue un noble y eclesiástico gallego, hijo de Sancho López de Moscoso.
Fue obispo de Mondoñedo (1347-1366), arzobispo de Santiago de Compostela (1366-1367), y capellán mayor del rey Pedro I de Castilla.

## Orígenes familiares
Fue hijo de Sancho López de Moscoso y de una dama llamada María Fernández, según Jaime de Salazar y Acha, y aunque Eduardo Pardo de Guevara y Valdés no mencionó el nombre de su madre, sí coincidió con Salazar y Acha en cuanto al nombre de su padre. Y según Pardo de Guevara y Valdés habría sido nieto de Lope Pérez de Moscoso y de Mayor Fernández aunque, como dicho autor indicó, no hay ninguna prueba documental que lo corrobore.
Además, fue hermano de Rodrigo de Moscoso, que también llegó a ser arzobispo de Santiago de Compostela, del caballero Lope Pérez de Moscoso, que falleció hacia 1375, y de Sancho Sánchez de Moscoso, que fue comendador mayor de Castilla en la Orden de Santiago y murió asesinado por orden de Pedro I de Castilla en 1367 tras haber sido capturado en la batalla de Nájera, donde luchó a favor de Enrique de Trastámara, aunque Pardo de Guevara y Valdés señaló simplemente que murió en 1367 en dicha batalla.

## Biografía

### Obispo de Mondoñedo (1347-1366)

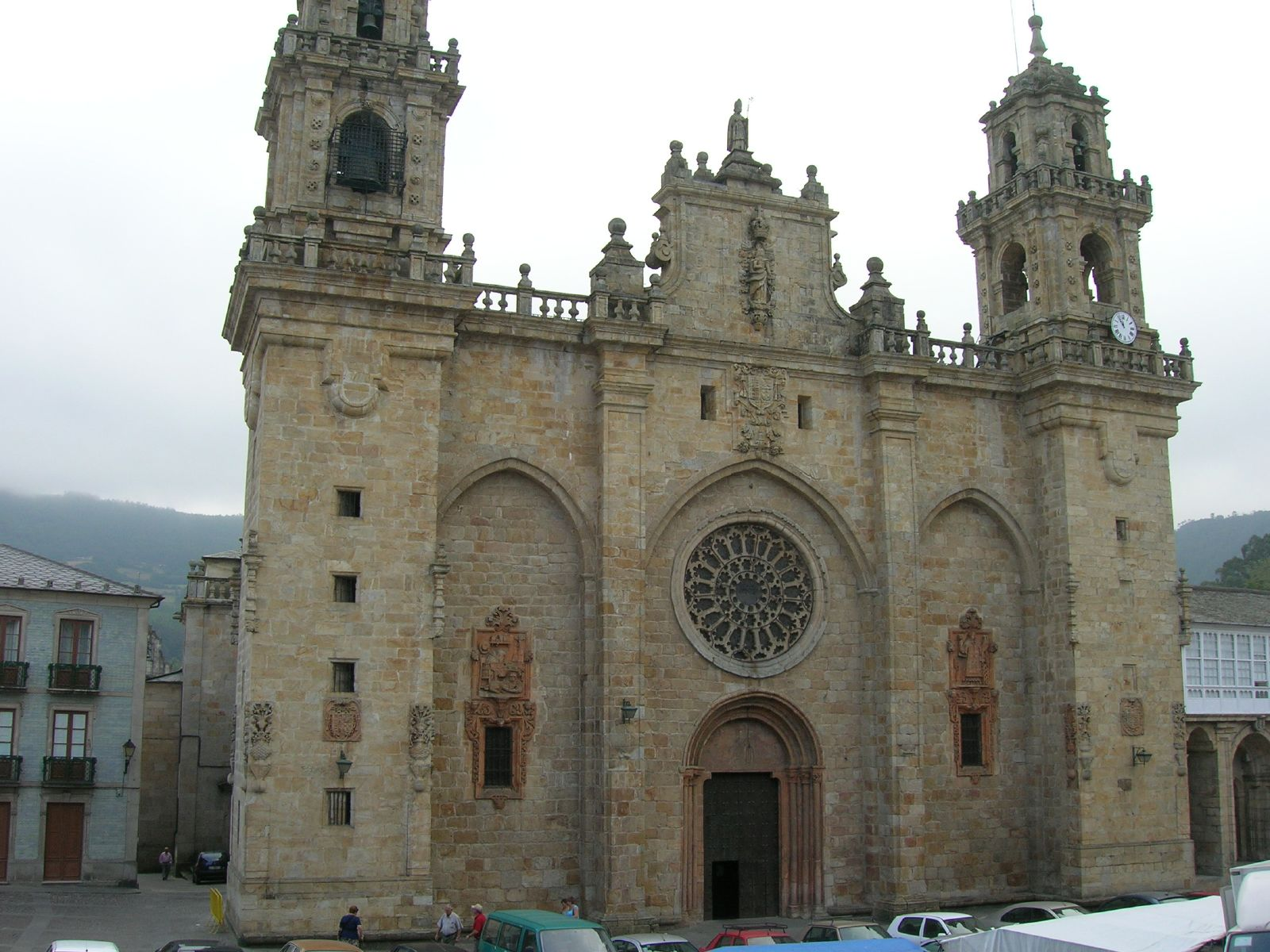
Fachada principal de la catedral de Mondoñedo. (Provincia de Lugo).

Se desconoce su fecha de nacimiento. Pardo de Guevara y Valdés señaló que los Moscoso, que llegarían a ostentar el título de condes de Altamira, eran una familia de «cierta relevancia, aunque relativamente moderna, y forjada al amparo» de los arzobispos de Santiago de Compostela, aunque López Ferreiro afirmó que los Moscoso eran uno de los linajes «más ilustres» de Galicia.
Alonso Sánchez de Moscoso fue obispo de Mondoñedo desde el 23 de marzo de 1347, durante el reinado de Alfonso XI de Castilla, y hay constancia de que fue doctor en Decretos y de que gobernó la diócesis mindoniense «con gran celo y solicitud» durante diecinueve años, hasta 1366. Y en este año, tras el asesinato del arzobispo Suero Gómez de Toledo, Alonso Sánchez fue elegido para reemplazarle al frente de la archidiócesis compostelana. Y para sustituir a este último en la diócesis de Mondoñedo el papa Urbano V nombró nuevo obispo a Francisco el 27 de enero de 1367. Y este último quedó obligado a entregar a la Cámara Apostólica 1.500 florines en concepto de los «servicios comunes», que consistían en que cada uno de los arzobispos, obispos o abades, en el momento de su elección, debía entregar a la mencionada Cámara un tercio de las rentas beneficiales anuales que percibiese en caso de que fueran superiores a la suma de cien florines.
Ana Arranz Guzmán afirmó que el periodo de dos meses que transcurrió desde que Alonso Sánchez de Moscoso fue nombrado arzobispo de Santiago de Compostela hasta que Francisco fue designado para reemplazarle en el obispado de Mondoñedo, «hacen sospechar» que en ese caso concreto el papa Urbano V no se mostró en desacuerdo con la elección realizada por el cabildo catedralicio mindoniense, ya que lo anterior está vinculado al hecho de que Francisco fue obispo de Mondoñedo desde 1367 hasta su muerte, ocurrida en 1393.

### Arzobispo de Santiago de Compostela (1366-1367)

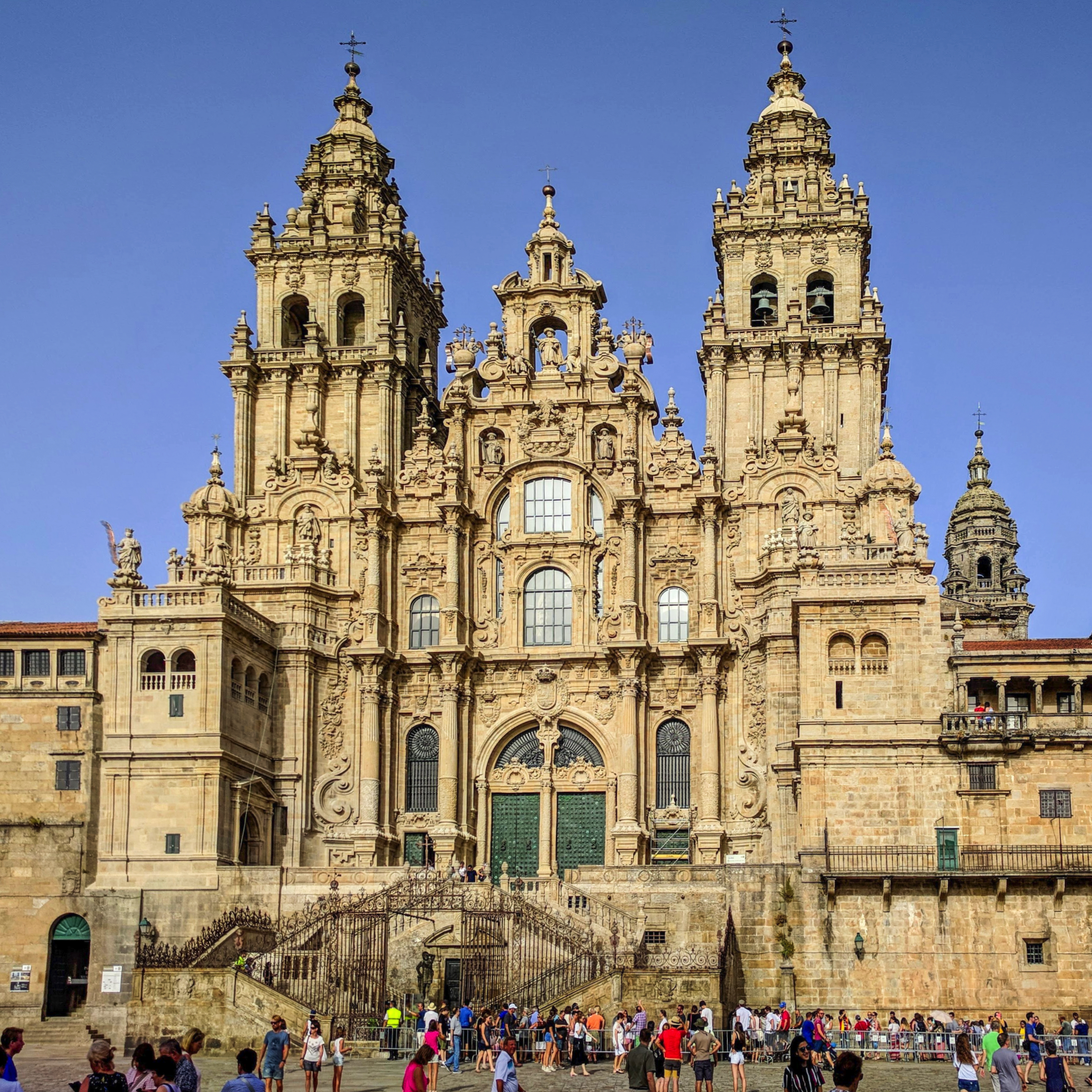
Fachada del Obradoiro de la catedral de Santiago de Compostela. (Provincia de La Coruña).

Alonso Sánchez de Moscoso, que era una persona «muy conocida» en la ciudad de Santiago de Compostela y posiblemente partidario y afecto al magnate gallego Fernán Ruiz de Castro, que fue conde de Trastámara, Lemos y Sarria y pertiguero mayor de Santiago, fue promovido a la dignidad de arzobispo de Santiago de Compostela el 13 de noviembre de 1366. Y el 27 de enero de 1367 el nuevo arzobispo se comprometió a abonar a la Cámara Apostólica la suma de 4.000 florines por su nombramiento como arzobispo y los 1.320 florines que debía a la mencionada Cámara su predecesor, Suero Gómez de Toledo.
Desde mediados de marzo de 1366 hasta su muerte en 1367 fue el capellán mayor del rey Pedro I de Castilla, y López Ferreiro señaló que «la primera noticia» sobre Alonso Sánchez de Moscoso como arzobispo de Santiago aparece en una acta capitular del cabildo catedralicio compostelano fechada el 24 de abril de 1367, que fue presidida por el arzobispo y en la que ya figura como «electo y confirmado». Y en esta reunión, a la que también asistió el nuevo deán de la catedral, Juan Núñez, el cabildo catedralicio y el arzobispo acordaron, «a fin de regularizar la administración de la hacienda de la Iglesia»:

Que fuesen descontados de todos los frutos de sus prebendas, sin excepción, todos los prebendados que á los plazos debidos no pagasen al Cabildo ó á otros tenencieros lo que debían satisfacer por sus respectivas tenencias.

Alonso Sánchez de Moscoso empezó a gobernar la archidiócesis compostelana en un momento extremadamente grave para Galicia, y aunque cuando fue designado arzobispo había una cierta calma en ese territorio, era solamente, como indicó López Ferreiro, una «tranquilidad forzada» y similar a las que suelen acompañar a «las grandes tormentas». Y cuando Enrique de Trastámara, que era hermanastro de Pedro I de Castilla y se hallaba en guerra con este último, fue informado «de lo que pasaba en Galicia», planeó acudir en persona desde Sevilla y acompañado con «un buen golpe de gente» para derrotar al conde Fernán Ruiz de Castro y poner a toda Galicia bajo su autoridad, ya que el rey Pedro I de Castilla había abandonado el reino poco después de haber ordenado el asesinato del arzobispo Suero Gómez de Toledo y se encontraba en la ciudad francesa de Bayona. Y el conde Fernán Ruiz de Castro, a quien Pedro I había otorgado amplios poderes antes de embarcar en La Coruña hacia Francia, se hizo fuerte en la ciudad de Lugo por estar convencido de que el «ímpetu y brío» del ejército de Enrique de Trastámara se estrellaría contra la muralla de la ciudad, como ocurrió en realidad.

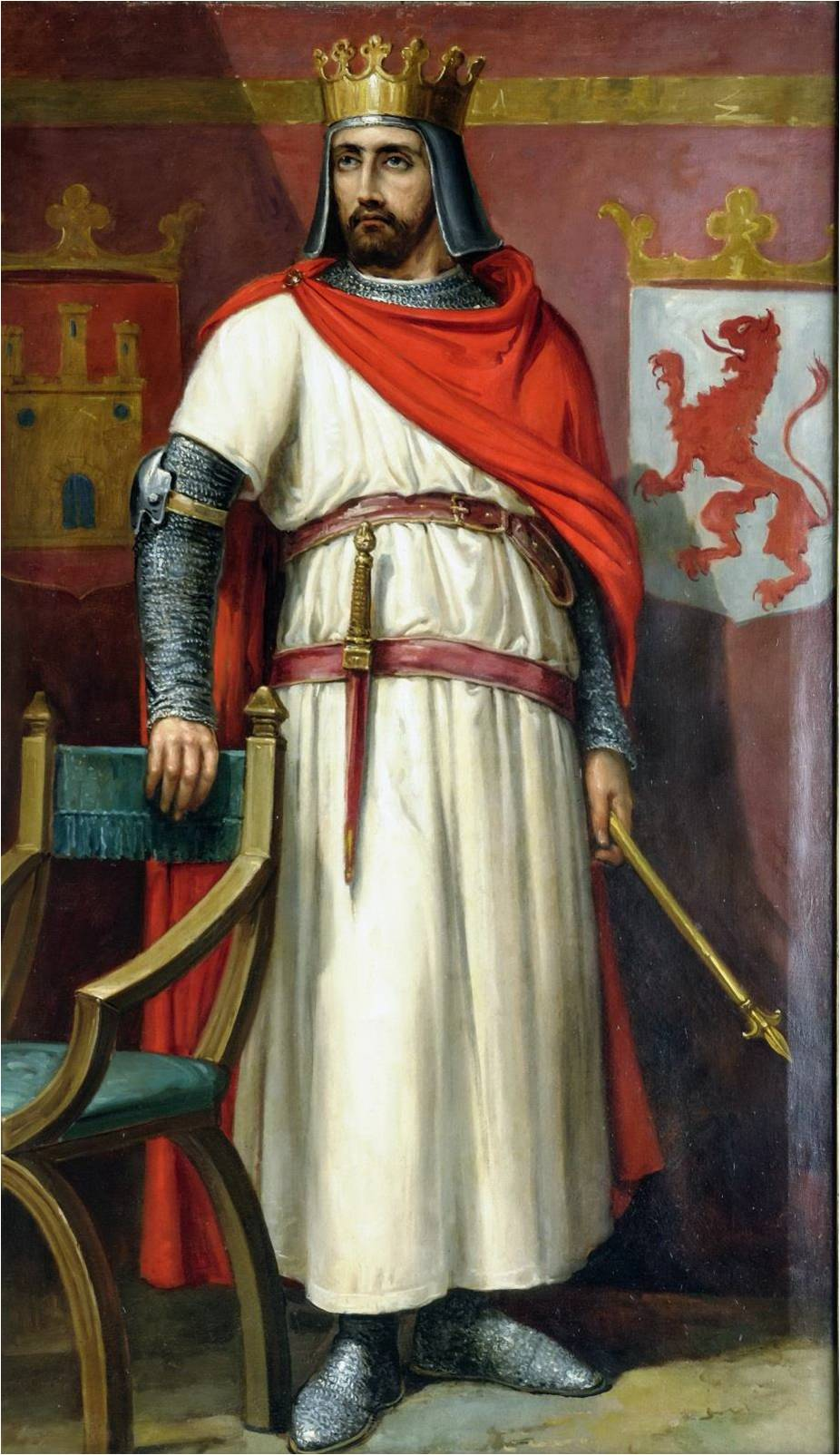
Retrato imaginario de Enrique II de Castilla. José María Rodríguez de Losada. (Ayuntamiento de León).

Mientras su ejército asediaba la ciudad de Lugo, Enrique de Trastámara viajó a Santiago de Compostela y el 17 de septiembre de 1366 cedió al «cabildo, clérigos, capellanes y beneficiados de Santiago» 10.000 maravedís anuales colocados sobre las diezmas de los puertos de Noya y Padrón y sobre los alfolíes de dichos lugares, si las diezmas no bastasen, a fin de que celebraran solemne y mensualmente dos misas cantadas, de las que una sería a principios de mes y la otra a mediados del mismo. Y la primera de esas misas sería celebrada por la salud de Enrique de Trastámara, por la de su esposa, Juana Manuel de Villena, y por la de sus hijos, y la segunda por el alma de Alfonso XI de Castilla, padre de Enrique de Trastámara, y por los antepasados de este último y de su esposa Juana Manuel. Y a finales de octubre de 1366, y tras dos meses infructuosos de asedio sobre la ciudad de Lugo, Enrique de Trastámara y el conde Fernán Ruiz de Castro alcanzaron un acuerdo que consistió en lo siguiente:

El principal capítulo del convenio era que si D. Fernando no recibía socorro del Rey D. Pedro antes de la próxima Pascua del año 1367, ó sea antes del 18 de Abril, entonces dejaría el Reino y entregaría á D. Enrique todas las fortalezas de que se hallaba apoderado. Mas D. Fernando no podía menos de tener noticia de que el Rey D. Pedro ya se había concertado con el Príncipe de Gales para volver á España con grandes refuerzos, y confiaba, por tanto, que antes del 18 de Abril de 1367 había de cambiar por completo la faz de los sucesos. Esto mismo lo sabía Don Enrique.

A principios de noviembre de 1366 Enrique de Trastámara abandonó Galicia apresuradamente y se dirigió a Burgos para impedir el regreso a Castilla de su hermanastro Pedro I, aunque antes de abandonar el territorio gallego «dejó» en la ciudad de Santiago de Compostela a Gómez Pérez de Porres, que era el prior de la Orden de San Juan y partidario suyo, para que socorriese a sus aliados en Galicia. Pero al alejarse Enrique de Galicia, sus partidarios «casi quedaron abandonados» a su suerte y «propias fuerzas», y el conde Fernán Ruiz de Castro recuperó para la causa de Pedro I casi todo el territorio gallego y numerosos lugares del reino de León.

### Muerte del arzobispo (1367)
Alonso Sánchez de Moscoso murió súbitamente en el Tapal de Noya, que era el palacio que los arzobispos compostelanos poseían en esa localidad, en 1367, por lo que su mandato como arzobispo duró algo menos de un año. Y en lo tocante a la Guerra Civil Castellana, López Ferreiro señaló que el arzobispo «habría percibido quizás el lejano rugir de la furiosa tempestad, pero no le tocó el experimentar sus efectos». Y tras la repentina muerte del prelado, su hermano Rodrigo de Moscoso fue nombrado en 1367 arzobispo de Santiago de Compostela para reemplazarle debido a sus grandes cualidades «personales» y a su estrecho parentesco con su predecesor, como señaló López Ferreiro, aunque este último erró al afirmar que Rodrigo debió comenzar a ejercer su cargo a mediados de 1368. Y la historiadora Ana Arranz Guzmán resumió del siguiente modo el breve pontificado de Alonso Sánchez de Moscoso en la archidiócesis compostelana:

Su paso por Compostela fue breve y sin huella. Breve por morir al año siguiente, y sin huella porque ni siquiera estuvo presente en los rápidos e intensos acontecimientos que vivió la ciudad dos meses antes, cuando Enrique de Trastámara llegó a ella e intentó atraerse la voluntad de su clero con diferentes donaciones.

## Sepultura

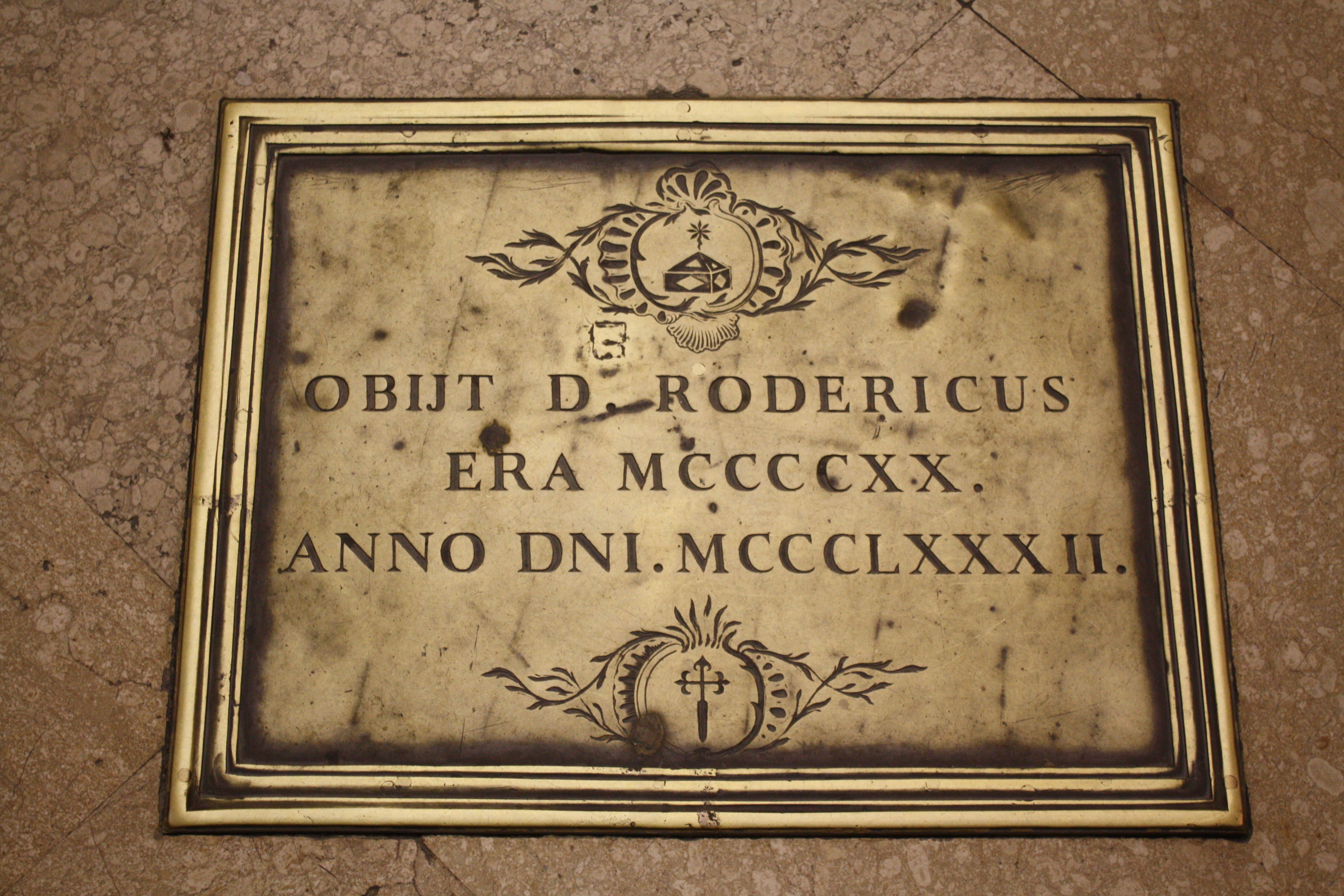
Tumba del arzobispo Rodrigo de Moscoso, hermano de Alonso Sánchez de Moscoso. (Catedral de Santiago de Compostela).

Su cadáver fue trasladado a la ciudad de Santiago y recibió sepultura en la capilla de Sancti Spiritus o del Espíritu Santo de la catedral de Santiago de Compostela, que había sido fundada por Gonzalo Pérez de Moscoso, que era pariente cercano del difunto arzobispo y arcediano de Reina. Y el sepulcro del arzobispo, que se conserva en la actualidad en la mencionada capilla, fue descrito del siguiente modo por Manuel Chamoso Lamas:

La estatua sepulcral, notablemente concebida, luce el empaque y la gala jerárquica del personaje en su cuidado y bien representado atuendo arzobispal. Es obra que se desprende fácilmente de la característica inexpresividad medieval y busca una exacta valoración de rasgos singulares. El rostro, flaco y alargado, está ya individualizado y lleno de carácter pues el escultor trata con vigor varonil al personaje. Los paños, en cambio, admiten una mayor concesión al tradicionalismo medieval.

El sepulcro debió ser labrado aproximadamente entre 1383 y 1400, según Marta Cendón Fernández, y consiste en un lucillo sepulcral cobijado por un arcosolio sobre el que está colocada la estatua yacente que representa al difunto con vestiduras pontificales y con mitra, alba y capa pluvial. Además, la estatua yacente destaca por su aspecto «de bloque», que no guarda relación con su posición y que es debida a la dureza del material en el que fue esculpida, y el prelado, cuya cabeza descansa sobre una almohada decorada con su escudo de armas, aparece sosteniendo su báculo con una mano y con la otra encima de su pecho, donde hay un libro, a modo de gesto «de respeto». Y el difunto viste, entre otras prendas, palio, por su condición de arzobispo, estola, amito, manípulo y unos guantes con una «orla decorada».
| Predecesor: Suero Gómez de Toledo | Arzobispo de Santiago de Compostela 1366 - 1367 | Sucesor: Rodrigo de Moscoso |
| Predecesor: Vasco                 | Obispo de Mondoñedo 1347 - 1366                 | Sucesor: Francisco          |
| Predecesor: Suero Gómez de Toledo | Capellán mayor del rey 1366 - 1367              | Sucesor: Rodrigo de Moscoso |